# José Klinger
José Andrés Klinger Sosa (Esmeraldas, Ecuador, 10 de marzo de 2005) es un futbolista ecuatoriano que juega como delantero en el Independiente del Valle de la Serie A de Ecuador.

## Selección nacional

### Categorías inferiores
Fue seleccionado para jugar Fútbol en los Juegos Sudamericanos 2022 en octubre por Ecuador en Asunción. El 5 de enero de 2023 se anunció su convocatoria para disputar el Campeonato Sudamericano Sub-20 en Colombia. El 9 de mayo de 2023 fue convocado para la Copa Mundial de Fútbol Sub-20 de 2023.

#### Participaciones en Sudamericanos
| Campeonato                         | Sede     | Resultado    | Partidos | Goles |
| ---------------------------------- | -------- | ------------ | -------- | ----- |
| Juegos Suramericanos Asunción 2022 | Paraguay | Plata        | 5        | 1     |
| Sudamericano Sub-20 de 2023        | Colombia | Cuarto lugar | 8        | 0     |

#### Participaciones en Copas del Mundo
| Campeonato                  | Sede      | Resultado        | Partidos | Goles |
| --------------------------- | --------- | ---------------- | -------- | ----- |
| Copa Mundial Sub-20 de 2023 | Argentina | Octavos de final | 3        | 2     |

## Estadísticas

### Clubes
Actualizado al último partido disputado el 24 de octubre de 2024.
| Club                              | Div.          | Temporada     | Liga  | Liga  | Liga   | Copas nacionales | Copas nacionales | Copas nacionales | Copas internacionales | Copas internacionales | Copas internacionales | Total | Total | Total  |
| Club                              | Div.          | Temporada     | Part. | Goles | Asist. | Part.            | Goles            | Asist.           | Part.                 | Goles                 | Asist.                | Part. | Goles | Asist. |
| --------------------------------- | ------------- | ------------- | ----- | ----- | ------ | ---------------- | ---------------- | ---------------- | --------------------- | --------------------- | --------------------- | ----- | ----- | ------ |
| Independiente Juniors · Ecuador   | 2.ª           | 2023          | 0     | 0     | 0      | —                | —                | —                | —                     | —                     | —                     | 0     | 0     | 0      |
| Independiente Juniors · Ecuador   | 2.ª           | 2024          | 12    | 2     | 1      | 1                | 0                | 0                | —                     | —                     | —                     | 13    | 2     | 1      |
| Independiente Juniors · Ecuador   | Total club    | Total club    | 12    | 2     | 1      | 1                | 0                | 0                | 0                     | 0                     | 0                     | 13    | 2     | 1      |
| Independiente del Valle · Ecuador | 1.ª           | 2023          | 2     | 0     | 0      | —                | —                | —                | 0                     | 0                     | 0                     | 2     | 0     | 0      |
| Independiente del Valle · Ecuador | Total club    | Total club    | 2     | 0     | 0      | 0                | 0                | 0                | 0                     | 0                     | 0                     | 2     | 0     | 0      |
| Total carrera                     | Total carrera | Total carrera | 14    | 2     | 1      | 1                | 0                | 0                | 0                     | 0                     | 0                     | 15    | 2     | 1      |
| 1.                                |               |               |       |       |        |                  |                  |                  |                       |                       |                       |       |       |        |